# Pristimantis petrobardus
Pristimantis petrobardus är en groddjursart som först beskrevs av William Edward Duellman 1991.  Pristimantis petrobardus ingår i släktet Pristimantis och familjen Strabomantidae. IUCN kategoriserar arten globalt som otillräckligt studerad. Inga underarter finns listade i Catalogue of Life.